# 마법의 엔젤 스위트민트
《마법의 엔젤 스위트민트》(魔法のエンジェルスイートミント 마호오노엔제루스이이토민토[*], Magical Angel Sweet Mint)는 TV 도쿄 기획·제작한 일본의 애니메이션으로, 1990년 5월 2일부터 1991년 3월 21일 까지 TV 도쿄에서는 1990년 프로덕션 리드에서 제작된 마법소녀물 애니메이션이다. 대한민국에서는 1992년 스위트민트란 비디오가 출시되면서 선보인 뒤, 1995년 KBS 2TV를 통해 뾰로롱 꼬마마녀란 제목으로 방영되었다. 이를 바탕으로 비디오가 재출시된 바 있으며, 2001년 일본 카툰네트워크에서 재방영된 바 있다.
본 작품은 프로덕션 리드에서 제작한 마법소녀 시리즈 제 2탄이다. 당시 도에이 계열의 마법 소녀 애니메이션인 요술공주 샐리와 비밀의 아코짱의 새로운 시리즈가 방송되었는데, 완구회사인 다카라 토미 측은 비밀의 아코짱의 주인공 손거울 변신 컴팩트 아이템이 성공을 거두었다. 그래서 요술공주 샐리(반다이 남코)에 대항할 수 있는 아이템 손거울이 자리매김 한 것이 본 작품이다. 다카라 토미에게는 첫 정규 마녀작품에 해당된다.
기획 단계부터 주인공 민트는 감사하는 마음을 잊지 않는 소녀로 설정, 딸의 장래를 걱정하는 임금님이 마법을 억제시킨 후 인간계로 추방한다는 것에서 시작된다. 또한 민트는 고모네 가게로 가던 중 플럼과 넛츠란 친구를 얻고, 주인공의 고모가 일하는 가게에서 일을 하며 일상생활에서 어려운 일을 겪는 주민과 이웃을 도와주는 설정이다.
LD제작 도중 직원의 실수로 화재가 일어나 일부 필름이 소실되어 LD의 경우 일부 에피소드만 발매되었다. 그러나 프로덕션 리드측은, 방송을 담당했던 TV 도쿄가 방송용으로 사용한 베타맥스 테이프를 소장하고 있다는 것을 파악하였고, TV도쿄와 협의 끝에 2004년 3월 3일 DVD를 발매하였다.
현재 47화 전체 일본원판을 유튜브에서 볼 수 있고 KBS 더빙판은 1화, 2화, 3화, 4화, 6화, 9화, 10화, 13화, 14화, 15화, 16화,17화,19화 앞부분 조금, 20화, 22화 23화 16분 정도만 방영 당시 뉴스속보로 다 방영하지 못하고 다음날에 나머지 분량을 방영했는데 그 방영분까지 합쳐서 23화로 티스토리에 올라와 있고 24화, 27화, 28화까지 티스토리 블로그에 올라와 있으며 그리고 영성프로덕션 비디오더빙판 스위트민트 5화 행운의 사과파이 3분여 일부와 7화 요술나라의 보물이 있다.

## 줄거리
마법의 엔젤 스위트민트는 꿈과 마법의 나라의 공주인 어린 소녀 민트에 관한 마법 소녀 애니메이션이다. 이 소녀의 세계의 자연 환경은 지구 사람들의 꿈을 반영한 것일 뿐이다.
꿈과 마법의 나라는 지구 사람들의 희망과 꿈을 반영한다. 이제 이 세계는 사람들이 꿈과 마법에 대한 믿음을 잃고 어둠이 마음을 차지하게 되면서 죽어나가기 시작했다.

## 등장인물
민트
만 12살의 마법의 나라의 공주. 무지갯빛 계곡의 꽃들을 원래대로 되돌리기 위해 인간계에 오게 된다.
순수하고 상냥한 마음씨를 지녔으며 엄마를 닮아 활기찬 성격이다. 단점은 제멋대로인 점.
엄청난 길치이며 엉뚱한 면이 있어 자주 기묘한 말과 행동을 하기도 한다.
소지품은 민트 컴팩트 (민트 브레이슬릿), 민트 스틱, 민트 애로우. 별 모양의 귀고리와 목걸이를 하고 있다. 주문은 '파리에르레므린 스위트 민트'.
좋아하는 음식은 딸기 쇼트케이크, 싫어하는 음식은 피단.
생일은 24721년 8월 16일. 키는 148cm, 몸무게는 37.5kg.
와플/펭펭/페페
민트의 애완 펭귄. 날아다닐 수 있으며 배에는 주머니가 있다.
울음소리는 일본판 기준으로 첫 등장 때는 "구삐" (정확히는 "구삐펭펭"), 전반부에서는 "펭펭", 후반부에서는 "핑핑". 민트는 마법의 힘으로 와플의 말을 알 수 있다.
동물들과도 의사소통이 가능하다.
민트가 5살 때 민트의 아빠가 상처 입고 쓰러져 있던 와플을 데려왔으며 민트는 그런 와플을 지극정성으로 간호해 주었다.
와플이란 이름은 민트가 가장 좋아하는 간식에서 따왔다.
플럼/프램/폴
민트가 인간계에서 처음으로 사귄 친구. 쾌활한 소년이며 귀여운 여자아이를 좋아한다.
겉보기와는 달리 스포츠에 전반적으로 약하며 처음에는 자전거도 타지 못했다. 또 수영을 못하고 고소공포증을 갖고 있다. 하지만 스키만은 잘 탄다.
넛츠/보라/로라
민트가 인간계에서 두 번째로 사귄 친구. 가정적이고 상냥한 여자아이. 취미는 독서, 특기는 요리.
민트나 플럼과는 동갑이지만 제일 어른스러우며 때로는 플럼보다 믿음직스러운 모습을 보이기도 한다.
민트의 활발한 성격을 부러워한다.
타쿠토/알밤/키토
뭐든지 호기심을 느끼는 개구쟁이 6살 소년. 민트가 오기 전부터 '행복의 가게'에 자주 들렀으나 물건은 사지 않았다.
플럼, 넛츠와는 달리 민트의 비밀을 모른다. 하지만 뭔가를 느끼는지 자주 민트에게 수상하다 말한다.
발명가인 토머스 박사와 친하다.
겉보기와는 달리 유령을 제일 무서워한다.
허브 고모/감초
민트의 고모로 '행복의 가게'를 경영하고 있다. 나이는 53세.
1화에서 플럼과 넛츠의 인성을 파악한 뒤, 민트의 수행을 도와달라고 부탁한다. 그리고 '행복의 가게'를 마법으로 새 단장 한 뒤, 민트에게 물려준다.
주문은 '프리프리윙크 마일드 허브'.
왕
민트의 아빠이자 마법의 나라의 왕. 본명은 '스위트 콘', 나이는 46세.
엄격하면서도 때로는 코믹한 모습을 보여주며 한번 꺼낸 말은 절대 무르지 않는 고집불통이다.
주문은 '스이스이스이다라닷타 스위트 콘'.
왕비
민트의 엄마이자 마법의 나라의 왕비. 본명은 '라임'. 나이는 36세.
차분한 성격으로 보이지만 실은 딸인 민트와 마찬가지로 말괄량이. 21화에서는 인간계에서 17세 소녀로 변신, 영화감독의 눈에 들어와 영화 여주인공으로 활약하기도 한다.
주문은 '라비루스레비루스 슬라임 샤워'.

## 일본판
- 카사하라 히로코 - 민트
- 후치자키 유리코 - 와플
- 사사키 노조무 - 플럼
- 타마가와 사키코 - 넛츠
- 후치자키 유리코 - 타쿠토
- 마루야마 히로코 - 허브 고모
- 츠지무라 마히토 - 왕
- 타키자와 쿠미코 - 왕비

## 한국판
- 김정애 - 민트
- 김옥경 - 페페, 데이지
- 이영주 - 폴
- 최수민 - 키토
- 김정희 - 허브 고모
- (故)황원 - 왕
- 한수경 - 왕비, 로라

## 비디오
- 성유진 - 민트
- 이선주 - 프램
- 정미연 - 보라
- 이선호 - 알밤, 펭펭
- 김영훈 - 왕
- 김혜경 - 왕비, 감초

## 주제가
- 여는 노래
  - 이상한 나라의 스위트 민트 (不思議の国のスイートミント)
    - 작사: 마나 안주 / 작, 편곡: 미우라 이치넨 / 노래: 카사하라 히로코, 정미영 (KBS)

- 닫는 노래
  - 민트의 꿈 여행 (ミントの夢旅行)
    - 작사: 마나 안주 / 작, 편곡: 미우라 이치넨 / 노래: 카사하라 히로코

## 에피소드 목록

### 1990년
1990년 5월부터 12월까지 수요일에 방송된 에피소드 목록이다.
| 회차 | 원제                  | 한국어 방송분(KBS) 주제 | 비고 |
| ---- | --------------------- | ----------------------- | ---- |
| 1화  | 本日開店 魔法ショップ | 행복을 파는 가게        | 🇯🇵   |
| 2화  | 魔女熱でたいへ〜ん!   | 멈추지 않는 자전거      |      |
| 3화  | すてきな街は何の色?   | 행복의 그림물감         |      |
| 4화  | はばたいてきらめき鳥  | 황금 새                 |      |
| 5화  | すてきなパイはいかが  | 애플파이에 담긴 사랑    |      |
| 6화  | 迷犬ドンの物語        | 달려라 론               |      |
| 7화  | 魔法の世界へ大冒険!?  | 요술나라의 보물         |      |
| 8화  | がんばれ豆ピアニスト  | 말하는 카메라           |      |
| 9화  | 逆転! いたずらボーイ  | 힘내라!꼬마 피아니스트  |      |
| 10화 | それゆけトアルナイツ  | 동화나라의 기사         |      |
| 11화 | こんにちは小さな天使  | 꼴찌 탈출               |      |
| 12화 | 風をつかんだ夏の海…   | 바람을 타고온 여름바다  |      |
| 13화 | ようこそ絵本ワールド  | 그림책세상              |      |
| 14화 | 木馬がくれたおもいで  | 목마의 추억             |      |
| 15화 | おかえり大好きなパパ  | 약속                    |      |
| 16화 | 街で出会った王子さま  | 왕자의 휴일             |      |
| 17화 | 幽霊船がやってきた!?  | 유령선 소동             |      |
| 18화 | タクトの探偵大作戦!?  | 탐정 대작전             |      |
| 19화 | ミラクルカーの大脱走  | 미라클카의 대탈주       |      |
| 20화 | 宝石泥棒をつかまえろ  | 나일강의 눈물           |      |
| 21화 | ママはとんでる17歳    | 엄마는 17살             |      |
| 22화 | 夢見鳥を追いかけろ    | 마법의 새               |      |
| 23화 | おもちゃたちの大反乱  | 장난감들의 반란         |      |
| 24화 | ドラキュラ大パニック  | 드라큘라 소동           |      |
| 25화 | 月曜日のステキな伯爵  | 멋진 백작               |      |
| 26화 | 魔法使いトラッディ    | 마법사 트레디           |      |
| 27화 | 南極から来たペポリン  | 분홍빛 펭귄             |      |
| 28화 | へんてこ博士の大発明  | 로보트 레오             |      |
| 29화 | プラムのミクロ探検隊  | 마이크로 탐험대         |      |
| 30화 | さよなら?! 魔法の天使 | 마법의 위기             |      |
| 31화 | クジラくん空をゆく?!  | 하늘을 나는 고래        |      |
| 32화 | ごめんねワッフル      | 미안해 페페             |      |
| 33화 | 情熱をスキーに乗せて  | 스키장에서 생긴일       |      |
| 34화 | クリスマスは夢気分!   | 즐거운 크리스마스       |      |
| 35화 | 魔法の壷がこんにちは  | 마법의 항아리           |      |

### 1991년
1991년 1월부터 3월까지 수요일에 방송된 에피소드 목록이다.
| 회차       | 원제                 | 한국어 방송분(KBS) 주제 | 비고 |
| ---------- | -------------------- | ----------------------- | ---- |
| 36화       | おめざめ?! イバラ姫  | 백설공주                |      |
| 37화       | 雪の使いが落ちてきた | 눈술사                  |      |
| 38화       | 夕暮れの回転木馬     | 회전목마                |      |
| 39화       | シンデレラはナッツ?! | 신데렐라                |      |
| 40화       | タクトのふしぎな一日 | 기묘한 박사             |      |
| 41화       | へんてこ博士パート2  | 마법의 날개             |      |
| 42화       | 魔法の翼で夢に飛べ!  | 황금알                  |      |
| 43화       | 金色卵のファンラック | 신비한 하루             |      |
| 44화       | 天使は綿雲のむこうに | 높이뛰기 선수의 꿈      |      |
| 45화       | 小さな彼がやってきた | 어린 남자친구           |      |
| 46화       | 希望をくれたほうき星 | 희망을 주는 행성        |      |
| 최종화(47) | いつかきっとどこかで | 민트의 생일             |      |

## 음악앨범/영상소프트 안내
- Single
  - 발매 : 1990년 7월 18일
  - 코드 : TYDY-2029
  - 제목 : 魔法のエンジェル スイートミント Single
- Original Sound Track
  - 발매 : 1990년 9월 27일
  - 코드 : TYCY-5145
  - 제목 : 魔法のエンジェル スイートミント Original Sound Track
- LD [개요부분 참고] : 총 3집이며 해당화수는 아래와 같다
  - 1집 (1,11,13,14화)
  - 2집 (18,21,23,26화)
  - 3집 (28,35,37,44화)
- DVD-BOX
  - 2004년 3월 3일 출시 DVD 8권 + 영상특전(TV-SPOT)

## 해외 방송사
- 이탈리아 카날레 5 (1991년)
- 대한민국 한국방송공사 (1995년)